# キュリオ・シティ
「キュリオ・シティ」は、音声合成ソフトの初音ミク・鏡音リン・鏡音レン歌唱のVOCALOID楽曲。同年のコラボレーション企画「初音ミク×ドン・キホーテ」の新規書き下ろしとして、2021年3月19日、日本のボカロP・てにをはによって発表された。

## 概要
2021年4月10日より期間限定で行われた初音ミクとドン・キホーテのコラボレーション企画のイメージ楽曲として発表された、VOCALOIDの初音ミク、鏡音リン、鏡音レンを使用した楽曲。ハウス感のある曲調とノリの良い電子的な音色のビートが特徴的である。
てにをはが手掛ける楽曲の特徴である韻を踏んだ表現の多用、歌詞の言葉遊びが取り入れられている。例えば、好奇心を意味する「Curiocity」という英単語を「Curio」と「City」に分割し、「珍品街」と読ませている。
2021年3月19日にYouTubeの初音ミク公式チャンネルにミュージック・ビデオが投稿され、2021年7月14日にKARENTによって各種音楽ストリーミング・サービスにおける配信が開始された。
てにをははコラボレーションに当たり、「ドン・キホーテさんとのコラボということで好奇心をテーマに『キュリオ・シティ』という曲を一筆書きしてみました。好奇心は猫を殺すと言いますが、一方で好奇心が不安や恐怖を打ち負かすこともあるわけで、まさに妙薬苦薬です。この曲がドキドキしながら新しい物を買おうとしている人や、恐々とでも次の一歩を踏み出そうとしている人（あるいは猫）のための良きBGMになれば幸いです。」とメッセージを寄せている。

## 収録内容
| #         | タイトル             | 作詞・作曲・編曲 | 時間 |
| --------- | -------------------- | ---------------- | ---- |
| 1.        | 「キュリオ・シティ」 | てにをは         | 3:52 |
| 合計時間: | 合計時間:            | 合計時間:        | 3:52 |

## 映像作品
ミュージック・ビデオのイラストはLAMによるものである。一輪の薔薇を手に持つ初音ミク、棒付き飴を持つ鏡音リン、スマートフォンを持つ鏡音レンがそれぞれ横を向いて立っているイラストが主に用いられている。ポップアートの影響を感じさせる彩度が対照的な暗色を採用したイラストにより楽曲のポップな雰囲気が表現されている。